# Rombiikozakron
| Rombiikozakron                   | Rombiikozakron                                       |
| -------------------------------- | ---------------------------------------------------- |
|                                  |                                                      |
| Vrsta                            | zvezdni polieder                                     |
| Elementi                         | F = 24, E = 48, V =18 ({\displaystyle \chi \,} = -6) |
| Grupa simetrije                  | Oh, [4,3], *432                                      |
| Sklici                           | DU21                                                 |
| rombiikozaeder (dualni polieder) |                                                      |

Rombiikozakron je nekonveksni izoederski polieder. Je dualno telo uniformnega rombiikozaedra U56. Ima 50 oglišč, 120  robov in 60 stranskih ploskev prekrižanih štirikotnikov.

## Vir
- Wenninger, Magnus (1983), Dual Models, Cambridge University Press, ISBN 978-0-521-54325-5, MR730208